# Battaglia del Col Basson
La battaglia del Col Basson fu combattuta sulla Piana di Vezzena durante la prima guerra mondiale tra l'esercito italiano e l'esercito austro-ungarico. Essa ebbe luogo la notte del 24 agosto 1915 e la 34ª divisione italiana perse in totale 1486 soldati.

## Antefatti
Allo scoppio del conflitto sul fronte italiano sulla Piana di Vezzena era presente una linea difensiva austriaca formata da opere corazzate, il forte Luserna, il Verle e il pizzo di Levico.
Dopo pesanti giorni di incessanti bombardamenti da parte italiana, provenienti dai vicini forti di Verena e Campolongo, i forti austriaci erano vicini al collasso: infatti parte della guarnigione del forte Verle scappò in preda al panico e il 28 maggio vi fu un tentativo di resa da parte del forte Luserna, che però non venne prontamente sfruttato dagli italiani, cosicché venne immediatamente ristabilito l'ordine da reparti austriaci.
L'attacco da parte della fanteria italiana, avvenuto nella notte del 30 maggio, non ottenne alcun successo di rilievo, tranne la posizione fortificata di Spitz Leve, antistante il forte Spitz Vezzena. La linea fortificata austriaca non venne superata, né seriamente compromessa.
Il 12 giugno gli austriaci colpirono in pieno il Forte Verena con una granata di un obice 305 mm posizionato nei pressi di Costalta nel bosco di Millegrobbe uccidendo il capitano Trucchetti e 40 uomini e creando gran panico tra i Comandi italiani, che avevano riposto grande fiducia sul Verena.
Si creò quindi una situazione di stallo.

## La battaglia
Tra il 24 e il 25 agosto, dopo un intenso bombardamento durato 10 giorni da parte delle artiglierie italiane, si scatenò l'attacco delle fanterie sul Col Basson. Questa posizione avanzata collocata tra il Verle e il Luserna era difesa da tre linee di reticolati e con truppe appartenenti alla 180ª Brigata fanteria austro-ungarica, tra cui varie formazioni di Standschützen e il Battaglione volontari dell'Alta Austria.
Il regio esercito schierava, da passo Vezzena verso nord, la Brigata di fanteria Ivrea, il Battaglione Alpini Val Brenta e la 63º compagnia del Bassano, il 1º Gruppo Artiglieria da campagna del 41°, il Gruppo Oneglia di artiglieria da montagna, la 16º Compagnia Genio Zappatori. Nel settore Basson-Costalta erano invece dispiegati la Brigata di fanteria Treviso, un battaglione della Regia Guardia di Finanza, il 2º Gruppo artiglieria da campagna e la 15º Compagnia Genio Zappatori. 
L'attacco italiano, condotto dal 115º reggimento della brigata Treviso comandato dal tenente colonnello Luigi Federico Marchetti, che perì nell'azione, fallì completamente per la mancanza di mezzi adeguati per superare i reticolati, perché le postazioni austro-ungariche, anche se duramente provate dai bombardamenti dei giorni precedenti, erano ancora efficienti ed indirizzarono il loro micidiale fuoco sui fanti impigliati nei reticolati.
Oltretutto, durante l'attacco, l'esercito italiano fece uso, per la prima volta, di gas asfissiante. L'utilizzo di questa nuova arma venne fatto in maniera maldestra, tant'è che per circa due ore, l'artiglieria italiana sparò sulle proprie truppe che erano riuscite ad occupare alcune trincee austriache. 
Alle 6.00 del mattino del 25 agosto gli italiani erano penetrati, se pur con gravi perdite, nella parte antistante dell'avamposto Basson, ma un contrattacco austriaco, guidato dal colonnello Otto Ellison von Nidlef, permise agli austriaci di riprendere le posizioni perdute. Per tale azione Ellison fu decorato con la Croce di cavaliere dell'ordine militare di Maria Teresa.
Le truppe italiane rimanenti, vista l'impossibilità di ripiegare sulle posizioni iniziali di Monte Costesin a causa del fuoco di sbarramento dei forti Verle e Luserna e delle batterie di Costalta che li avrebbe falciati, si arresero in gran numero. Tra questi vi fu il colonnello Mario Riveri, il quale era rimasto a terra ferito.

## Conseguenze
L'esito infelice di questa offensiva, che si svolse nell'ambito di una ben più ampia operazione che coinvolse il settore dell'intero V Corpo d'Armata, evidenziò l'impossibilità di forzare la "Linea di Lavarone". La 1ª Armata, schierata sul fronte trentino, aveva ricevuto l'ordine da Cadorna di rimanere sulla difensiva strategica e ogni puntata offensiva avrebbe avuto come unico scopo il miglioramento delle posizioni laddove si fosse offerta un'occasione vantaggiosa. Questa offensiva di livello tattico, ma che comunque impegnò una fronte molto larga (tutta la zona degli Altipiani e la Valsugana), non ottenne nel caso del Col Basson alcun risultato territoriale e costò perdite enormi in termini di uomini oltre che un dispendio cospicuo di colpi d'artiglieria. Dopo questa battaglia non vennero più effettuati tentativi di scardinare la linea dei forti austroungarici.
Da queste fortezze nel maggio del 1916 gli austriaci fecero partire l'Offensiva di Primavera, investendo dapprima il Costesin (causando oltre 3000 morti tra i reparti italiani) per poi dirigersi verso Asiago. Da allora Vezzena diverrà zona di retrovia.

### Periodici
- (DE) Otto Ellison-Nidlef, Die Wirkung schwerster Steilfeuergeschütze in Positionslafette, in Militärwissenschaftliche Mitteilungen, n. 9/10, Milano, Österreichisches Bundesministerium für Landesverteigung, settembre-ottobre 1929.